# Strathord-Inseln
Die Strathord-Inseln sind eine unbewohnte Inselgruppe in der Salomonensee. Politisch gehören sie zur Provinz Milne Bay im südöstlichen Bereich von Papua-Neuguinea.
Die Inseln befinden sich etwa 100 km nordwestlich von Misima und bilden die nördlichste Gruppe des Louisiade-Archipels. Sie zählen zu den Bonvouloir-Inseln, zu denen auch das etwa 9 km südlich gelegene Hastings Island und das über 30 km südöstlich gelegene East Island gehört.
Die Hauptinsel Strathord Island liegt am südlichen Riffkranz der Gruppe, ist dicht bewaldet und flach.

## Inseln
| Name             | Koordinaten                   | Fläche km² |
| ---------------- | ----------------------------- | ---------- |
| North Island     | 10° 13′ 29″ S, 151° 52′ 1″ O  | 0,18       |
| Middle Island    | 10° 14′ 13″ S, 151° 51′ 51″ O | 0,08       |
| Amanuta          | 10° 14′ 32″ S, 151° 51′ 41″ O | 0,05       |
| (unbenannt)      | 10° 15′ 17″ S, 151° 50′ 59″ O | 0,04       |
| Strathord Island | 10° 15′ 22″ S, 151° 51′ 36″ O | 0,99       |

- Karte mit allen Koordinaten:
- OSM |
- WikiMap